# Ільяс-Ходжа
Ільяс-Ходжа (*д/н — 1368) — хан Чагатайського улусу в 1362—1368 роках.

## Життєпис
Походив з династії Чингізидів. Син хана Туглуг-Тимура. Про дату народження нічого невідомо, втік на час вторгнення батька до Мавераннахру був досить молодим. У 1362 році призначається намісником Західного Чагатайського улусу. Проте внаслідок недосвідченності не впорався з керуванням військовиками. Водночас повстали Тимур-Барласа, намісник Кеша, та колишній емір Хусейн, які спочатку захопили Термез. Невдовзі Ільяс-Ходжа зазнав поразки від бунтівників у битві при Пул-і сангін. В цей час довідався про смерть батька, тому рушив до Алмалику. Тут стає новим правителем Могулістану. У Західному Чагатайському улусі поставлено ханом Аділ-Султана.
У 1364 році рушив до Мавераннахру, де отаборилися Тимур і Хусейн. У битві в місцевості Лай (наприкінці 1364 року або навесні 1365 року) завдав супротивнику рішучої поразки й знову підкорив Мавераннахр. Після цього рушив до Самарканда, де отаборилися сарбедари. Втім, тривала облога не мала успіху. Слідом за цим хан наказав сплюндрувати околиці міста у 1365 року (за іншими відомостями 1366 року) повернувся до Алмалику. З цього моменту остаточно відбувся розпад Чагатайського улусу на західну та східну частини. Новим ханом Західного Чагатайського улусу став Кабул-шах (при фактичному керівництві Тимура і Хусейна).
Про подальшу долю Ільяс-Ходжи присутні різні відомості. Своєю нерозважливою поведінкою викликав невдоволення впливових монгольських родів, насамперед дуглат. Тривалий час вважалася, що його було повалено у 1366 році, але все ж таки за дослідженнями 2006—2007 років доведено, що це відбулося у 1368 році. Камара ад-Дін з дуглатів атакував ставку хана поблизу Алмалику, вбивши Ільяс-Ходжу. Камар ад-Дін-хан наказав знищити нащадків Туглуг-Тимура. Лише брат Ільяс-Ходжи — Хизр-Ходжа зумів врятуватися в Бадахшані.